# Маловарваровка
Маловарваровка (укр. Маловарварівка) — посёлок в Николаевском районе Николаевской области Украины.
Население по переписи 2001 года составляло 327 человек. Почтовый индекс — 57150. Телефонный код — 512.

## История
В 1946 году указом ПВС УССР посёлок 2-го отделения Нечаянского зерносовхоза переименован в Мало-Варваровку.

## Местный совет
57150, Николаевская обл., Николаевский р-н, пос. Благодаровка, ул. Комсомольская, 49в